# Иван Чёрный (писец)
Иван Чёрный — писец при дворе московских великих князей Ивана III и Василия Тёмного, в 1480-х гг. — активный член так называемой секты жидовствующих под руководством Схарии и Фёдора Курицына.
Автор «Преддверия настоящего сочетания», предисловия к «Еллинскому летописцу». По заказу московского правительства переписал «Еллинский летописец» (иначе «Летописец Еллинский и Римский»), а также «Лествицу» Иоанна Лествичника (1485) и сборник, содержащий статьи исторического и религиозного характера (1489).
Преследуемый как еретик, после 1487 года вместе с другим еретиком Игнатом Зубовым был вынужден бежать за границу в Литву. Умер около 1490 года в изгнании. Многие члены этого движения были позже в 1504 году обезглавлены и сожжены.